# Ми-24
 Мил Ми-24 „Крокодил“ (Название на НАТО: Hind) е брониран съветски щурмови вертолет. Приет на въоръжение в СССР през 1972, Ми-24 в наши дни се използва от близо 40 нации по света.

## История
Към края на 60-те години изпъква нуждата от добре подвижна и бърза въздушна платформа както за огнева поддръжка на пехотата, така и за транспорт. През 1966 е създаден прототипен вертолет В-24, подобен на американския UH-1 Ирокуа, с централно транспортно отделение за 8 войници, чифт малки крила с гондоли за неуправляеми ракети и оръдие ГШ-23. Идеята се харесва на повечето военни и стратези, но висшето ръководство на съветската армия счита за по-уместно да се вложат повече средства в подобряването на изпитани вече оръжия. В крайна сметка Михаил Мил успява да убеди тогавашния военен министър Андрей Гречко да сформира експертна група за оценка на проекта. Въпреки смесените оценки на групата, поддръжниците на идеята за многофункционален вертолет надделяват и е издадено разрешение работата по проекта да продължи.
Предложени са две конфигурации – лека, с един двигател, и тежка, с два двигателя. Междувременно от бюро Камов предлагат по-евтина алтернатива – преоборудван военноморски Ка-25, но този вариант е отхвърлен. С времето се оформя прототипната машина, с два двигателя, 23-милиметрово оръдие, картечница, и противотанкови ракетни комплекси 9К114 Щурм. Първите два тестови полета са осъществени на 15 и 19 септември 1969. Изпитанията продължават и през 1970, и до края на годината е оформен окончателния дизайн. Ми-24 е приет на въоръжение в съветската армия през 1972.

## Въоръжение
Има 4 външни точки за окачване на въоръжение
Специално за Ми-24 в края на 70-те години са разработени вертолетните гондоли ГУВ-1/включващи автоматичен гранатомет АГС-17 „Пламък“/ и гондола ГУВ-8700/ с една четиристволна картечница ЯКб-12,7 и две четиристволни картечници ГШГ-7,62/
Също така Ми-24 може да носи оръдейни контейнери УПК 23 – 250 с оръдие ГШ-23Л с комплект от 250 снаряда.
В края на 80-те години Ми-24 получава на въоръжение и ракети въздух-въздух Р-60/Р-60М за борба с вражески вертолети и за самоотбрана от противникови изтребители.

## Модификации
- Ми-24А
- Ми-24Д
- Ми-24В
- Ми-24У
- Ми-24К
- Ми-24П
- Ми-35
- Ми-35М
- Ми-35М2

## Оператори
- Афганистан – 6
  - Ми-35
- Алжир – 37
  - Ми-24МК III „Супер Хайнд“
- Ангола – 15
  - 5 Ми-25
  - 10 Ми-35
- Армения – 12
  - 2 Ми-24К
  - 8 Ми-24П
  - 2 Ми-24Р
- Азербайджан – 49
- Беларус – 55
  - 5 Ми-24У
  - 24 Ми-24Д
  - 14 Ми-24В
  - 12 Ми-24П
- Бразилия – 0
  - През 2008 Бразилия поръчва 12 Ми-35М, и се очаква да ги получи до 2010.

- България – 18(44)
  - Ми-24Д
  - Ми-24В
  - ПЛАН 2015 предвижда съкращаване на бройката до 12 вертолета до 2015 година. През 2017 Биват ремонтирани 2 хеликоптера
- Буркина Фасо – 2
  - Ми-35, доставени от Русия през 2005
- Чад – 2
  - Ми-25
- Кипър – 12
  - Ми-35П
- Куба – 15
  - Ми-24Д
  - СССР доставя на Куба общо 20 вертолета, от които около 15 са в летателно състояние.
- Чехия – 28
  - 18 Ми-24В
  - 10 Ми-35
- Джибути – 2
  - 2 закупени от Беларус през 2005
- Екваториална Гвинея
- Еритрея – 10
  - 6 Ми-24Д
  - 4 Ми-35
- Етиопия – 18
  - 15 Ми-24
  - 3 Ми-35
- Грузия – 5
  - Ми-24П/В
- Гвинея – 2
- Русия – 318
  - 49 Ми-35М
  - 152 Ми-24В
  - 107 Ми-24П
- Монголия – 11
  - 11 Ми-24

- Украйна – 133
- Унгария – 51
  - 20 Ми-24Д
  - 29 Ми-24В
  - 2 Ми-24П
- Индия – 20
  - Ми-35
- Индонезия – 10
  - 2 Ми-35П
  - 8 Ми-35